# Ліхтенштейн на літніх Олімпійських іграх 2000
Ліхтенштейн брав участь у Літніх Олімпійських іграх 2000 року в Сіднеї (Австралія), але не завоював жодної медалі. Як і 4 роки тому, на іграх в Атланті, країну представляли 2 спортсмени. Знову Ліхтенштейн був представлений у жіночому дзюдо, а також у змаганнях зі стрільби.

## Результати змагань

### Дзюдо
Спортсменів — 1
Змагання із дзюдо проводилися за системою на вибування. У втішні раунди потрапляли спортсмени, які програли півфіналістам турніру. Два спортсмени, які здобули перемогу у втішному раунді, у поєдинку за бронзу билися з тими, хто програв у півфіналі.
Жінки
| Спортсмен      | Категорія | 1/16               | 1/8                                  | Чвертьфінали       | Півфінали          | Перший додатковий раунд | Втішний чвертьфінал | Втішний півфінал   | За 3 місце Фінал   | Місце |
| Спортсмен      | Категорія | Суперник Результат | Суперник Результат                   | Суперник Результат | Суперник Результат | Суперник Результат      | Суперник Результат  | Суперник Результат | Суперник Результат | Місце |
| -------------- | --------- | ------------------ | ------------------------------------ | ------------------ | ------------------ | ----------------------- | ------------------- | ------------------ | ------------------ | ----- |
| Ульріка Кайзер | до 52 кг  |                    | Індія Лурембам Деві пор. 0000 — 1000 | Не пройшла         | Не пройшла         | Не пройшла              | Не пройшла          | Не пройшла         | Не пройшла         | 15    |

### Стрільба
| Спортсмен        | Змагання | Попередній раунд | Попередній раунд | Фінал      | Фінал      | Місце |
| Спортсмен        | Змагання | Результат        | Місце            | Результат  | Місце      | Місце |
| ---------------- | -------- | ---------------- | ---------------- | ---------- | ---------- | ----- |
| Олівер Гейссманн |          |                  |                  | Не пройшов | Не пройшов |       |